# ریچارد فارنزورث
ریچارد فارنزورث (انگلیسی: Richard Farnsworth؛ زاده ۱ سپتامبر ۱۹۲۰ درگذشته ۶ اکتبر ۲۰۰۰) بازیگر اهل ایالات متحده آمریکا بود. وی نامزد دریافت جایزه اسکار بهترین بازیگر نقش مکمل مرد برای فیلم سوارکاری می‌آید در سال ۱۹۷۹ و نامزد جایزه اسکار بهترین بازیگر نقش اول مرد برای فیلم داستان استریت در سال ۲۰۰۰ شده است.

## گزیده فیلم‌شناسی
فهرست برخی از فیلم‌هایی که ریچارد فارنزورث در آنها به ایفای نقش پرداخته است:
- یک روز در مسابقه
- ماجراهای مارکو پولو
- بربادرفته
- رودخانه سرخ
- آرنا
- وحشی
- ده فرمان
- ستاره حلبی
- اسپارتاکوس
- پاپیون
- زین‌های شعله‌ور
- جوسی ولز یاغی
- الماس شیشه‌ای
- استعداد ذاتی
- روز استقلال
- رستاخیز
- تام هورن
- داستان استریت
- میزری
- هاوانا
- بزرگراه به جهنم
- گریز
- در دل شب
- دوشس و روباه درت واتر
- روباه خاکستری
- ریشه‌ها (مجموعه تلویزیونی)
- رؤیای سبز (مجموعه تلویزیونی)